# Водна екосистема
Водна екосистема — екосистема у водному середовищі. У водних екосистемах мешкають скупчення організмів, що залежать один від одного та від їхнього довкілля. Водні екосистеми поділяють на два основні типи — морські та прісноводні екосистеми.

## Типи

### Морські екосистеми
Морські екосистеми, найбільші з усіх екосистем, займають близько 71 % поверхні Землі і містять приблизно 97 % усіх вод планети. Вони виробляють 32 % чистої первинної продукції у світі. Ці екосистеми відрізняються від прісноводних екосистем кількістю розчинених у воді сполук, особливо солей. Близько 85 % розчинених у морській воді матеріалів — це натрій та хлор. Середня солоність морської води досягає 35 проміле. Фактична солоність різних морських екосистем варіюється.

Морські зони проживання

Морські екосистеми можна поділити на багато зон, залежно від глибини та берегової лінії. Океанічна зона є великою відкритою частиною океану, де живуть такі тварини, як кити, акули та тунці. Зона бентосу складається з основи нижче води, де живе багато безхребетних. Припливна зона — це область між припливами та відпливами; на малюнку її позначено як прибережну зону (літораль). Інші види прибережних зон (неретичні) можуть включати лимани, солончаки, коралові рифи, лагуни а також мангрові болота. У глибоких водах, термальні джерела можуть спричинити появу хемосинтезувальних сірчаних бактерій, які надалі формують основи харчового ланцюга.
До класи організмів, знайдених у морських екосистемах, належать бурі водорості, динофлагеляти, корали, головоногих молюсків, голкошкірих і акул. Риби, упіймані в морських екосистемах, є найбільшим джерелом комерційної продукції, отриманої з природних популяцій.
Екологічні проблеми, що зачіпають морські екосистеми, включають нестійке використання морських ресурсів (наприклад, надмірний вилов певних видів риб), забруднення морських вод, зміна клімату, будівництво на прибережних ділянках.

### Прісноводні екосистеми
Прісноводні екосистеми покривають 0,78 % поверхні Землі і становлять 0,009 % від загального обсягу води. Вони генерують майже 8 % чистої первинної продукції. Прісноводні екосистеми містять 41 % усіх відомих у світі видів риб.
Є три основних типи прісноводних екосистем:
- стоячий: повільне переміщення води, зокрема, басейн, став та озеро;
- проточний: вода, що швидко рухається, наприклад струмок і річка;
- болото: Область, де ґрунт насичений або обводнений, принаймні іноді.

### Стоячі водойми
Озерні екосистеми можуть поділятися на зони. За однією з систем поділяється на три зони. Перша, літоральна зона, це зона мілини біля узбережжя. Саме тут зустрічаються вкорінені водно-болотні рослини. Глибоководдя розділене ще на дві зони: зону відкритої води та зону глибокої води. У зоні відкритої води (або фотичній зоні) сонячні промені підтримують фотосинтезувальні водорості і види які ними харчуються. У зоні глибокої води (афотичній зоні) сонячне світло недоступне і харчова мережа заснована на залишках, що надходять з літоральної або освітленої зон. В деяких системах використовують інші назви. Глибоководдя може називатися пелагічною зоною, фотична зона — лімнетичною зоною, а афотична зона — профундаллю. Зону, віддалену вглиб узбережжя від літоральної зони, часто називають прибережною, рослинність якої залежить від озера — це може бути вплив вітру, весняної повені або льодоставу.

### Ставки
Став — це невелика прісноводна область із мілководдям і нерухомою водою, болотними і водними рослинами. Став можна розділити на 4 зони: зона рослинності, відкрита вода, донні мулові відклади і поверхневий шар. Розмір і глибина ставів часто дуже варіюється в залежності від пори року; багато водойм виникають під час весняної повені на річках. Харчові мережі засновані як на вільно плавучих водоростях, так і на водних рослинах. Існує, як правило, різноманіття водного життя, наприклад: водорості, равлики, риби, жуки, водні жуки, жаби, черепахи, видри і ондатри. До головних хижаків належать велика риба, чаплі, алігатори. Оскільки риба є основним мисливцем на личинок амфібій, водойми, які щороку висихають, вбиваючи осілу рибу, надають важливе місце для розмноження амфібій. Різноманітності ландшафту додають водойми, які виникають внаслідок діяльності тварин, наприклад, завдяки норам алігатора чи загатам бобра.

### Річкова екосистема
Головні зони в річкових екосистемах визначені градієнтом русла річки або швидкістю течії. Швидкий турбулентний потік води, як правило, містить вищі концентрації розчиненого кисню, який підтримує більше біорізноманіття, ніж повільно рухома вода озер і ставів. Ці відмінності є основою для поділу річок на гірські і рівнинні річки. Харчова база річок у заплавних лісах походить, переважно, від дерев, але ширші річки і ті, де лісовий покрив недостатній, отримують більшість продовольчої основи від водоростей. Риби, що мігрують, — також важливе джерело поживних речовин. Екологічними загрозами для річок є втрата води, дамби, хімічне забруднення і завезені види. Дамба має негативні наслідки, які поширюються вниз до вододілу. Найважливіші негативні впливи — скорочення весняного паводку, яке пошкоджує водно-болотні угіддя, і недостатня кількість опадів, що призводить до втрати дельтоподібних заболочених місць.

## Біотичні характеристики

### Автотрофні організми
Автотрофні організми утворюють органічні сполуки з неорганічного матеріалу. Водорості виробляють біомасу з вуглекислого газу, використовуючи сонячну енергію, і, можливо, є найважливішими автотрофними організмами у водному середовищі. Звичайно, чим менше води, тим більший вплив на біомасу від плавучих коренів та судинних рослин. Ці два джерела разом виробляють величезну кількість біомаси гирл річок і водно-болотних угідь, яка перетворюється на риб, птахів, земноводних та інші водні види.
Хемосинтезувальні бактерії знайдено в глибинних морських екосистемах. Ці живі організми здатні живитися сірководнем, який виділяють вулканічні жерла. Біля вулканічних жерл перебуває багато тварин, які харчуються цими бактеріями. Наприклад, гігантські трубчасті черви (Riftia pachyptila) довжиною 1,5 м і молюски (Calyptogena magnifica) довжиною 30 см.

### Гетеротрофні організми
Гетеротрофні організми живляться автотрофними організмами та використовують органічні сполуки з їхніх організмів як джерело енергії та як сировину для створення своєї власної біомаси. Евригалинні організми стійкі до солі і можуть вижити в морських екосистемах, тоді як стеногалінні, нетерпимі до солі види, можуть жити лише у прісній воді.